# Sud-Aviation Alouette III
Аэроспасьяль SA.316/SA.319 «Алуэт» III (фр. Aérospatiale SA.316/SA.319 Alouette III; Жаворонок) — французский многоцелевой вертолёт.
Разработан фирмой Sud Aviation (в дальнейшем Aérospatiale, в настоящее время — Eurocopter France) на базе многоцелевого вертолёта Alouette II. Первый образец был испытан в 1959 году, в дальнейшем вертолёт производился в нескольких различных модификациях.
Вертолёт одновинтовой схемы, с рулевым винтом и трёхопорным шасси.
К 1984 году около 1453 машины было продано в 92 страны мира. По лицензии выпускался:
- в Индии — под наименованием «Четак» производился компаний «Hindustan Aeronautics Ltd.» в Бангалоре[3] (200 машин);
- в Румынии — производился фирмой «ICA-Brasov» под наименованием IAR 316 в 1971—1987 годы (130 машин);
- в Швейцарии — компанией «F+W Emmen» (60 машин).

## Варианты и модификации
- SE 3160 — опытный предсерийный вариант 1959 года;
- SA 316A — первый серийный вариант 1960 года;
- SA 316B — модификация с двигателем Turboméca Artouste IIIB;
  - SA 316C — модификация с двигателем Turbomeca Artouste IIID, выпущена в небольшом количестве;
- SA 319B — модификация с двигателем Turboméca Astazou XIV;
- SA.3164 Alouette-Canon — боевой вертолёт 1964 года

## Боевое применение

### Колониальные войны Португалии
Активно применялись ВВС Португалии во время войн в африканских колониях. При этом только лишь в Анголе по отрывочным данным было потеряно как минимум 17 вертолётов Alouette III.

### Шестидневная война
ВВС Иордании имели на вооружении три таких вертолёта. Один был уничтожен в ходе войны.

### Война во Вьетнаме
В конце войны 3 камбоджийских вертолёта Alouette III достались противнику в качестве трофеев.

### Индо-пакистанская война 1971 года
Применялись всеми сторонами.
На территории Восточного Пакистана пакистанцы в составе ВВС имели два вертолёта Alouette III и ещё два имелось в составе армейской авиации.
Индия использовала 10 таких вертолётов.
Кроме того, один вертолёт индийцы передали бойцам Мукти-бахини. Он вошёл в состав лётного отряда «Kilo FLight». Этот вертолёт за время войны использовался очень активно, совершив с 4 по 16 декабря 77 вылетов. Хотя пакистанцам удавалось много раз попасть в этот вертолёт из стрелкового оружия, до конца войны он так и не был сбит.
В ходе войны по небоевым причинам разбилось два вертолёта «Алуэтт» III пакистанских союзников.
17 декабря во время штурма пакистанского аэродрома в Дакке индийцы захватили брошенный пакистанский Alouette III.

### Бунты в Португалии
8 марта 1971 года португальская «Революционная армия Аккао» разгромила авиабазу Танкос и уничтожила от 17 до 28 летательных аппаратов ВВС Португалии, в том числе как минимум 12 вертолётов Alouette III.
11 марта 1975 года 28 португальских офицеров подняли мятеж против правительства. В их руках оказалось в том числе 10 вертолётов «Аллуэт-III». После провальной попытки бунта, 15 офицеров бежали на вертолётах в Испанию.

### Война в Южной Родезии
14 августа 1974 года повстанцы из РПГ-7 сбили южноафриканский вертолёт «Алуэтт».
22 декабря 1976 года 7.62мм огнём был сбит родезийский «Алуэтт».
18 мая 1977 года родезийский «Алуэтт» был подбит огём зенитной установки. Вертолёт позже восстановлен.
23 августа 1977 года огнём с земли сбит родезийский «Алуэтт».
12 января 1978 года огнём с земли сбито два родезийских «Алуэтта».
28 июля 1978 года родезийский вертолёт «Алуэтт» III был сбит из РПГ-7 над районом Чиоко, Мозамбик, экипаж погиб.
22 августа 1978 года огнём с земли сбит родезийский «Алуэтт».
20 октября 1978 года огнём зенитной артиллерии сбит родезийский «Алуэтт».
9 августа 1979 года родезийский вертолёт «Алуэтт» III прямо над столицей Ботсваны Габороне огнём 20-мм пушки сбил ботсванский самолёт BN-2 Defender. Два пилота погибло.
Всего в ходе войны 7 родезийских и 1 южноафриканский вертолёт «Алуэтт» III были сбиты и ещё один родезийский был повреждён. Потери по техническим причинам и ошибкам пилотов неизвестны.

### Гражданская война в Ливане
8 декабря 1978 года возле ливанского города Джинуеха в ходе гражданской войны был сбит «Алуэтт» ВВС Ливана. На борту находился посол Саудовской Аравии генерал-лейтенант Али Шаер. Всем удалось спастись.

### Война в Анголе
23 июня 1980 года во время операции «Скептик» южноафриканский вертолёт «Алуэтт» III сбит из РПГ-7 над Анголой.
По западным данным в 1986 году
```
южноафриканским «Алуэттом» был сбит ангольский военно-транспортный вертолёт 
Ми-8
[
21
]
. 
В кубинских источниках по этому инциденту никакой информации найти не удалось.
[
источник не указан 1608 дней
]
```

### Ирано-иракская война
29 ноября 1980 года иракский вертолёт SA.316B, совместно с ракетным катером «Оса», потопили иранский военный корабль IRNS Paykan.
3 ноября 1982 года иракский вертолёт SA.316B был сбит иранским вертолётом «Си Кобра».

### Война в Персидском заливе
В ходе операции «Щит Пустыни» два аргентинских SA-316B находились на борту корвета ARA Almirante Brown (D-10). 2 ноября 1990 года один аргентинский SA-316B упал в воду, вертолёт смогли поднять, но ему потребовался ремонт.

### Индо-пакистанский конфликт
31 октября 1995 года индийские войска из ПЗРК «Игла» сбили пакистанский вертолёт SA.316 «Лама». Весь экипаж погиб.

## Лётно-технические характеристики

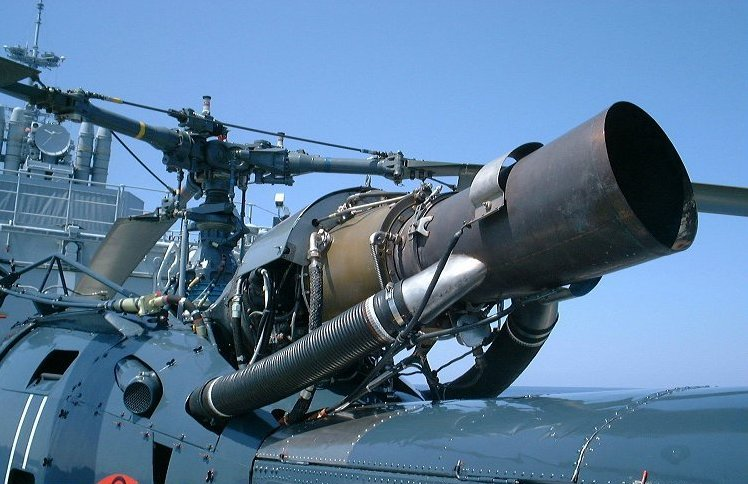
двигатель Alouette III крупным планом

Приведенные характеристики соответствуют модификации SA 316B.
Источник данных: Taylor, John W. R., 1975.

Технические характеристики
- Экипаж: 1 пилот
- Пассажировместимость: до 6 пассажиров
- Грузоподъёмность: 750 кг на подвеске
- Длина: 12,84 м
- Диаметр несущего винта: 11,02 м
- Диаметр рулевого винта: 1,91 м
- Высота: 3,0 м
- Площадь, ометаемая несущим винтом: 95,38 м²
- Колея шасси: 2,6 м
- Масса пустого: 1122 кг
- Максимальная взлётная масса: 2200 кг
- Объём топливных баков: 575 л
- Силовая установка: 1 × турбовальный Turbomeca Artouste IIIB
- Мощность двигателей: 1 × 870 л.с. (1 × 649 кВт)
  - мощность уменьшена до 570 л.с. (425 кВт)

Лётные характеристики
- Максимальная скорость: 210 км/ч
- Крейсерская скорость: 185 км/ч
- Практическая дальность:  
  - у земли: 480 км
  - на оптимальной высоте: 540 км
- Практический потолок: 3200 м
- Статический потолок:  
  - с использованием эффекта земли: 2880 м
  - без использования эффекта земли: 1520 м
- Скороподъёмность: 4,33 м/с
- Нагрузка на диск: 23 кг/м²

Вооружение
- Стрелково-пушечное: (опционально)
  - 1 × 20-мм пушка MG151/20 с 480 патронами или
  - 1 × 7,62-мм пулемёт AA-52 с 1000 патронами
- Управляемые ракеты: 4 × AS.11 или 2 × AS.12
- Неуправляемые ракеты: 4 × ПУ Thomson-Brandt 68-22 c 22 х 68 мм или 68-32 с 32 х 68 мм или 68-12 с 12 х 68 мм НАР